# DJ Okawari
DJ Okawari est à la base d'un hip-hop qu'il décrit lui-même comme étant "de tous les jours". Le producteur et DJ puise également parmi ses influences japonaises et mêle ainsi musique d'ambiance, nu jazz et hip-hop made in Japan avec une légère touche de R&B.

## Biographie
Avant ses réels débuts, le sujet qui dominait sur son My Space peut être résumé par "Calme comme si le son casse la représentation". Puis début mai 2008 sort Diorama. 
Grâce à ce premier album, réalisé avec le Village Vanguard, DJ Okawari gagne en popularité et adopte une nouvelle ligne de conduite axée sur l'écoute sublimée et le hip-hop. Cet album bat de plus les records de durée du nombre élevé de vente  sur l'iTunes Store. 
Depuis lors, il se produit avec les Five Deez, participe à une compilation avec Francfranc, Grand Gallery présente une compilation de "Melancholy" par Joe Hisaishi et Calm, Daishi Dance, etc.
Et c'est dans cette ambiance de travail intense et de foisonnement musical qu'en  juin 2009 sort le deuxième album Mirror. DJ Okawari fait alors figurer dans ses morceaux des chanteuses, dans une poésie anglaise et un jazz à la fois élégant et hip hop. Ce qui peut être considéré comme signe d'un nouvel horizon. 
Cet album contient notamment Luv Letter(composée par TSUKINOSORA), qui a été utilisé par le patineur japonais Daisuke Takahashi lors des championnats du monde de 2010 à Turin et des jeux olympiques de Vancouver la même année, lui permettant d'accéder au podium (médaillé de bronze et champion du monde)

### Sa vision de la musique
DJ Okawari compose ce qu'il nomme une musique du quotidien. En effet pour DJ Okawari, il existe une coexistence entre la musique et la vie, qui amplifie le thème de la musique comme activité de tous les jours. Pour lui "la musique est dans chacun des moments de la vie", elle représente le son des choses que nous avons ressenties durant notre vie. Que ce soit la sensation de confort avant de s'endormir, ou bien le calme qui envahit celui qui ouvre un livre... Ainsi DJ Okawari s'efforce de créer une relation sonore entre ses morceaux et de telles émotions.
L'ensemble de ses albums et travaux ont été illustrés par l'illustrateur japonais Marumiyan (マルミヤン).

### Surnoms
Il est surnommé "Celui qui n'est jamais satisfait", ou encore "Celui qui cherche toujours quelque chose de nouveau", mais aussi "Celui qui est tout le temps en train d'essayer quelque chose". Ce qui illustre bien sa volonté de recherche perpétuelle et son perfectionnisme.